# José Manuel Prieto Part
José Manuel Prieto Part (Gandía, Valencia, 1 de mayo de 1989) es periodista, escritor y político español, alcalde de Gandía desde 2021 por el Partido Socialista Obrero Español (PSPV-PSOE).

## Biografía
Licenciado en periodismo por la Universidad de Valencia, ha trabajado en varios medios de comunicación, así como de productor de contenidos audiovisuales. Inició su carrera política como secretario general de Jóvenes Socialistas de Gandía desde 2009 hasta 2013. Su trayectoria política continuó como concejal  en el ayuntamiento de la ciudad desde las elecciones municipales de 2015 y también las de 2019. En el mes de julio de 2021 sustituyó al frente de la alcaldía de Gandía a Diana Morant,  cuando ésta fue nombrada Ministra de Ciencia e Innovación de España.

## Obra
- La opinión en la radio (2008) (Coautor)
- El Universo sin precipicio (2013)
- L'aire absent (2015)
- Geometría del hechizo (2019)